# Godfred Donsah
Godfred Donsah (Accra, 7 giugno 1996) è un calciatore ghanese, centrocampista del Chieti.

## Caratteristiche tecniche
Centrocampista veloce, dinamico e tecnico, per caratteristiche ricorda il connazionale Michael Essien. Può giocare da mezzala sia a destra che a sinistra.
Molto abile sia in fase di interdizione che in fase di spinta, ha affermato che, per la sua carriera, intende ispirarsi a Radja Nainggolan.

## Carriera

### Club

#### Inizi
Arrivato in Italia a 15 anni, è stato in prova col Palermo e con il Como ma è stato costretto a tornare in Africa perché senza permesso di soggiorno. Il padre, sbarcato a Lampedusa nel 2007 su un barcone, per sfamare lui e le tre sorelle trova lavoro tra Foggia e la Campania in un campo di pomodori. Successivamente ha ottenuto il primo lavoro stabile a Como come magazziniere. 
Godfred è stato riportato in Italia nella stagione 2013-2014 da Sean Sogliano (che lo aveva conosciuto a Palermo) all'Hellas Verona.
È stato aggregato alla rosa della squadra Primavera e ha fatto il suo esordio in Serie A il 19 aprile 2014 nella vittoria della squadra scaligera sul campo dell'Atalanta (1-2).

#### Cagliari
Il 17 luglio seguente viene acquistato a titolo definitivo dal Cagliari per 2 milioni di euro; Donsah firma un contratto fino al 2018 a 150.000 euro a stagione. Deve l’esordio con i rossoblu a Zdeněk Zeman, il 23 agosto nel terzo turno di Coppa Italia contro il Catania (2-0) e il 19 ottobre seguente debutta in campionato nell'incontro Cagliari-Sampdoria (2-2). L'11 gennaio 2015 realizza il suo primo gol in Serie A nella partita Cagliari-Cesena conclusasi 2-1 in favore dei sardi. Con l'arrivo di Gianfranco Zola in dicembre diviene titolare del centrocampo dei sardi, non riuscendo però a evitare la retrocessione del club.

#### Bologna
Il 25 agosto 2015 viene ufficializzato il trasferimento al Bologna a titolo temporaneo per 2 milioni di euro fino al 30 giugno 2016 con successivo obbligo di riscatto per ulteriori 5 milioni. Segna la prima rete, la terza in carriera, nel match vinto 0-2 contro l'Hellas Verona. Si ripete il 31 gennaio 2016 contro la Sampdoria (3-2).
Il 26 agosto 2017 torna in rete, segnando in trasferta contro il Benevento, il gol che permette ai felsinei di vincere. Si ripete il 20 novembre contro l'Hellas Verona, segnando il gol vittoria del definitivo 3-2.
L'anno successivo gioca (causa infortuni) solo 6 partite.

#### Prestiti a Cercle Bruges e Çaykur Rizespor
Il 19 agosto 2019 viene ceduto in prestito al Cercle Bruges.
Il 1º ottobre 2020 viene ceduto in prestito al Çaykur Rizespor.

#### Crotone e Yeni Malatyaspor
Il 27 agosto 2021 rescinde il proprio contratto con il Bologna per poi trasferirsi a titolo definitivo al Crotone, con cui firma un biennale. Due giorni dopo esordisce con i pitagorici nella partita in casa del Cittadella, persa per 4-2, subentrando nel finale a Milos Vulić. Il 7 novembre segna la sua prima rete col Crotone, nonché prima in serie B, firmando il gol del definitivo pareggio (1-1) nella partita casalinga contro il Monza. Il 4 gennaio 2022 rescinde consensualmente il proprio contratto con la società pitagorica.
Lo stesso giorno viene annunciato il suo accordo fino al termine della stagione con i turchi dello Yeni Malatyaspor.

#### Chieti
Il 5 settembre 2024 viene tesserato dal Chieti squadra militante nel girone F di Serie D. Dopo qualche settimana di difficoltà a causa di una condizione fisica non ottimale, inizia gradualmente ad aumentare minutaggio e qualità delle prestazioni,  diventando quindi un titolare inamovibile della squadra di mister Amaolo.

### Nazionale
Viene convocato dal Ghana Under-20 per il mondiale di categoria svolto in Nuova Zelanda nel 2015. Conclude il mondiale agli ottavi di finale giocando tutte le partite da titolare senza essere mai sostituito.
Non gli è stato possibile rispondere alla prima convocazione in nazionale maggiore, ricevuta il 26 agosto 2015, a causa di un infortunio subito tre giorni prima, durante la partita Bologna-Sassuolo.
Tuttavia il debutto ufficiale con le Black Stars avviene il 12 novembre 2017 dove gioca da titolare contro l'Egitto, nell'ultima partita valida per la qualificazione al Mondiale 2018.

## Statistiche

### Presenze e reti nei club
Statistiche aggiornate al 30 maggio 2025.
| Stagione                | Squadra                 | Campionato              | Campionato | Campionato | Coppe nazionali | Coppe nazionali | Coppe nazionali | Coppe continentali | Coppe continentali | Coppe continentali | Altre coppe | Altre coppe | Altre coppe | Totale | Totale |
| Stagione                | Squadra                 | Comp                    | Pres       | Reti       | Comp            | Pres            | Reti            | Comp               | Pres               | Reti               | Comp        | Pres        | Reti        | Pres   | Reti   |
| ----------------------- | ----------------------- | ----------------------- | ---------- | ---------- | --------------- | --------------- | --------------- | ------------------ | ------------------ | ------------------ | ----------- | ----------- | ----------- | ------ | ------ |
| 2013-2014               | Verona                  | A                       | 1          | 0          | CI              | 0               | 0               | -                  | -                  | -                  | -           | -           | -           | 1      | 0      |
| 2014-2015               | Cagliari                | A                       | 21         | 2          | CI              | 2               | 0               | -                  | -                  | -                  | -           | -           | -           | 23     | 2      |
| 2015-2016               | Bologna                 | A                       | 20         | 2          | CI              | 0               | 0               | -                  | -                  | -                  | -           | -           | -           | 20     | 2      |
| 2016-2017               | Bologna                 | A                       | 13         | 0          | CI              | 3               | 1               | -                  | -                  | -                  | -           | -           | -           | 16     | 1      |
| 2017-2018               | Bologna                 | A                       | 28         | 2          | CI              | 0               | 0               | -                  | -                  | -                  | -           | -           | -           | 28     | 2      |
| 2018-2019               | Bologna                 | A                       | 6          | 0          | CI              | 1               | 0               | -                  | -                  | -                  | -           | -           | -           | 7      | 0      |
| Totale Bologna          | Totale Bologna          | Totale Bologna          | 67         | 4          |                 | 4               | 1               |                    | -                  | -                  |             | -           | -           | 71     | 5      |
| 2019-2020               | Cercle Bruges           | PL                      | 19         | 0          | CB              | 1               | 0               | -                  | -                  | -                  | -           | -           | -           | 20     | 0      |
| 2020-2021               | Çaykur Rizespor         | SL                      | 24         | 1          | CT              | 3               | 0               | -                  | -                  | -                  | -           | -           | -           | 27     | 1      |
| 2021-gen. 2022          | Crotone                 | B                       | 14         | 1          | CI              | 1               | 0               | -                  | -                  | -                  | -           | -           | -           | 15     | 1      |
| gen.-giu. 2022          | Yeni Malatyaspor        | SL                      | 11         | 0          | CT              | 0               | 0               | -                  | -                  | -                  | -           | -           | -           | 11     | 0      |
| 2022-2023               | Yeni Malatyaspor        | 1L                      | 16         | 0          | CT              | 1               | 0               | -                  | -                  | -                  | -           | -           | -           | 17     | 0      |
| Totale Yeni Malatyaspor | Totale Yeni Malatyaspor | Totale Yeni Malatyaspor | 27         | 0          |                 | 1               | 0               |                    | -                  | -                  |             | -           | -           | 28     | 0      |
| 2023-2024               | Şanlıurfaspor           | 1L                      | 11         | 0          | CT              | 1               | 0               | -                  | -                  | -                  | -           | -           | -           | 12     | 0      |
| 2024-2025               | Chieti                  | D                       | 30+1       | 3          | -               | -               | -               | -                  | -                  | -                  | -           | -           | -           | 31     | 3      |
| Totale carriera         | Totale carriera         | Totale carriera         | 214        | 11         |                 | 13              | 1               |                    | -                  | -                  |             | -           | -           | 227    | 12     |

### Cronologia presenze e reti in nazionale
| Cronologia completa delle presenze e delle reti in nazionale ― Ghana | Cronologia completa delle presenze e delle reti in nazionale ― Ghana | Cronologia completa delle presenze e delle reti in nazionale ― Ghana | Cronologia completa delle presenze e delle reti in nazionale ― Ghana | Cronologia completa delle presenze e delle reti in nazionale ― Ghana | Cronologia completa delle presenze e delle reti in nazionale ― Ghana | Cronologia completa delle presenze e delle reti in nazionale ― Ghana | Cronologia completa delle presenze e delle reti in nazionale ― Ghana |
| Data                                                                 | Città                                                                | In casa                                                              | Risultato                                                            | Ospiti                                                               | Competizione                                                         | Reti                                                                 | Note                                                                 |
| -------------------------------------------------------------------- | -------------------------------------------------------------------- | -------------------------------------------------------------------- | -------------------------------------------------------------------- | -------------------------------------------------------------------- | -------------------------------------------------------------------- | -------------------------------------------------------------------- | -------------------------------------------------------------------- |
| 12-11-2017                                                           | Kumasi                                                               | Ghana                                                                | 1 – 1                                                                | Egitto                                                               | Qual. Mondiali 2018                                                  | -                                                                    | 50’                                                                  |
| Totale                                                               |                                                                      | Presenze                                                             | 1                                                                    |                                                                      | Reti                                                                 | 0                                                                    |                                                                      |